# Gertrude Sartory
Gertrude Sartory (geb. Reidick, * 7. Februar 1923 in Hamm; † 5. Oktober 2013 in Schmallenberg) war eine deutsche römisch-katholische Theologin, Journalistin und Schriftstellerin.

## Leben
Gertrude Sartory war Doktorin des Kirchenrechts (Dr. iur. can.). Gemeinsam mit ihrem Mann Thomas Sartory (1925–1982) verfasste sie biographische Werke über Heilige und Ordensgründer (u. a. Nikolaus von Myra, Benedikt von Nursia, Elisabeth von Thüringen).

## Werke
- Der Mensch ist nicht nichts. Kyrios-Verl., Augsburg 1963
- In der Hölle brennt kein Feuer. Mit Thomas Sartory. Kindler, München 1968
- Strukturkrise einer Kirche. Mit Thomas Sartory. dtv, München 1969
- Utopie Freiheit. Mit Thomas Sartory, Pfeiffer, München 1970
- Das ganze Leben. Pfeiffer, München 1974
- Jesus von Nazareth. In: Die Großen. Leben und Leistung der sechshundert bedeutendsten Persönlichkeiten unserer Welt. Hg. v. Kurt Fassmann u. a. Bd. II, Kindler, Zürich 1977
- Heilung von innen. Herder, Freiburg 1978
- Wenn Himmel und Erde sich begegnen. Herder, Freiburg 1979
- Die Meister des Weges in den großen Weltreligionen : Guru, Roshi, Scheich, Zaddik, Starez, Meisterüberlieferungen d. frühchristl. Mönchsväter. Mit Thomas Sartory. Herder, Freiburg 1981
- Der heilige Nikolaus – die Wahrheit der Legende. Mit Thomas Sartory. Herder, Freiburg 1981
- Benedikt von Nursia – Weisheit des Maßes. Mit Thomas Sartory. Herder, Freiburg 1981
- Elisabeth von Thüringen – befreiende Demut. Mit Thomas Sartory. Herder, Freiburg 1984
- Wahrheit, mit der ich lebe : Entdeckungen auf dem Glaubensweg. Kösel, München 2000, ISBN 978-3-466-36554-8